# Michail Antonio
Michail Gregory Antonio (* 28. März 1990 in London) ist ein englisch-jamaikanischer Fußballspieler, der seit 2015 beim Erstligisten West Ham United unter Vertrag steht.

## Karriere

### FC Reading
Am 28. Oktober 2008 verpflichtete der FC Reading den 18-jährigen Michail Antonio vom Amateurverein Tooting & Mitcham United. Im Februar 2009 verlieh ihn der Verein an den Drittligisten Cheltenham Town, wo er am 21. Februar bei einer 0:2-Niederlage bei Leeds United sein Profidebüt gab. Zu Beginn der Saison 2009/10 kam der Nachwuchsspieler im League Cup 2009/10 sowie in der Liga jeweils gegen den FC Barnsley zu seinen ersten beiden Spielen für den Zweitligisten aus Reading. Im Oktober 2009 wechselte er zum Drittligisten FC Southampton, für den er 3 Treffer in 28 Ligaspielen erzielte.
In der Football League Championship 2010/11 kam Antonio erstmals regelmäßig für den FC Reading zum Einsatz. Der zumeist eingewechselte Flügelstürmer bestritt 21 Ligaspiele und erzielte am 23. Oktober 2010 bei einem 4:0-Auswärtserfolg über den FC Burnley seinen ersten und einzigen Ligatreffer für Reading.
Die Saison 2011/12 verbrachte der 21-jährige Antonio zunächst auf Leihbasis beim Drittligisten Colchester United, ehe er in der Rückrunde an Sheffield Wednesday ausgeliehen wurde. Für den ebenfalls in der drittklassigen Football League One 2011/12 spielenden Verein erzielte er 5 Treffer in 14 Spielen und stieg mit dem Verein als Vizemeister in die zweite Liga auf.

### Sheffield Wednesday
Am 6. August 2012 verpflichtete ihn der Aufsteiger und stattete ihn mit einem Vierjahresvertrag aus. In der Saison 2012/13 avancierte Antonio mit acht Ligatreffern zum besten Torschützen seiner Mannschaft, ehe eine Verletzung im März 2013 das vorzeitige Saisonaus bedeutete. 2013/14 bestritt er aufgrund mehrerer Verletzungen lediglich 26 Ligaspiele und erzielte dabei vier Tore.

### Nottingham Forest
Am 6. August 2014 gab der Zweitligist Nottingham Forest die Verpflichtung von Michail Antonio für eine Ablösesumme von ca. 1,5 Millionen Pfund bekannt.

### West Ham United
Am 1. September 2015 wechselte er zum Erstligisten West Ham United, die für ihn eine Ablösesumme von ca. 7,0 Millionen Pfund überwiesen.

### Jamaikanische Nationalmannschaft
Sein Debüt für die jamaikanische Nationalmannschaft gab er erst mit 31 Jahren beim WM-Qualifikationsspiel gegen Panama, was Jamaika mit 0:3 verlor. Antonio wurde in der 70. Minute für Shamar Nicholson ausgewechselt.
Sein erstes Länderspieltor schoss er am 13. November 2021 gegen Honduras.